# Ouvertüre: Indigo und die 40 Räuber
"Ouvertüre: Indigo und die 40 Räuber" är en ouvertyr av Johann Strauss den yngre. Den spelades första gången den 10 februari 1871 på Theater an der Wien i Wien. Speltiden är cirka 7 minuter, plus minus några sekunder, beroende på dirigentens musikaliska tolkning.

## Historia
Med sin första operett, Indigo und die 40 Räuber (1871), försökte Johann Strauss göra sig fri från epitetet "Valskung". I ouvertyren finns inte en enda valsmelodi. Men, som kritikern Eduard Hanslick konstaterade i sin recension från premiären den 10 februari 1871: "När ett sådant smittande polkatema ["Was mag in den Säcken drinne stecken?"; senare använd som tema 1A i polkan Im Sturmschritt op.348] plötsligt uppenbarade sig i ouvertyren inträffade det oerhörda: salongen bröt ut i en jublande applåd. Människorna trodde uppenbarligen att de befann sig i Volksgarten". 
Ouvertyrens inledning med sitt ovanliga pianissimo i timpani leder först till en marschliknande Introduktion, vilken senare utvecklas till ett flödande tema i stil med fransk Opéra comique och upplöses efter en melodiös drömvision ('Moderato assi' från finalen till akt II). En hurtig 'Allegro' leder över till Fantascas sång "Folget Eures Hauptmanns Rufund Gebot" (Nr. 9), vilken omedelbart förändras till ett intensivt och rytmiskt citat från finalen till akt III (Nr. 23). En repetition av 'Allegrot' leder över till Ali Babas entrésång (Nr. 2). Slutligen leder finalmusiken till akt III över till ouvertyrens final.
Johann Strauss dirigerade själv ouvertyren till Indigo und die 40 Räuber vid operettens premiär. Den första konsertanta framförandet av ouvertyren skedde en vecka senare, då brodern Eduard Strauss dirigerade Capelle Strauss vid en promenadkonsert i Musikverein den 19 februari 1871.